# Bafatá
Bafatá je město v centrální části Guineje-Bissau. Leží na území, které je známé svou divočinou, v níž žijí například opice. Hlavní průmyslovou činností ve městě je výroba cihel. Bafatá je také hlavní město stejnojmenného regionu.

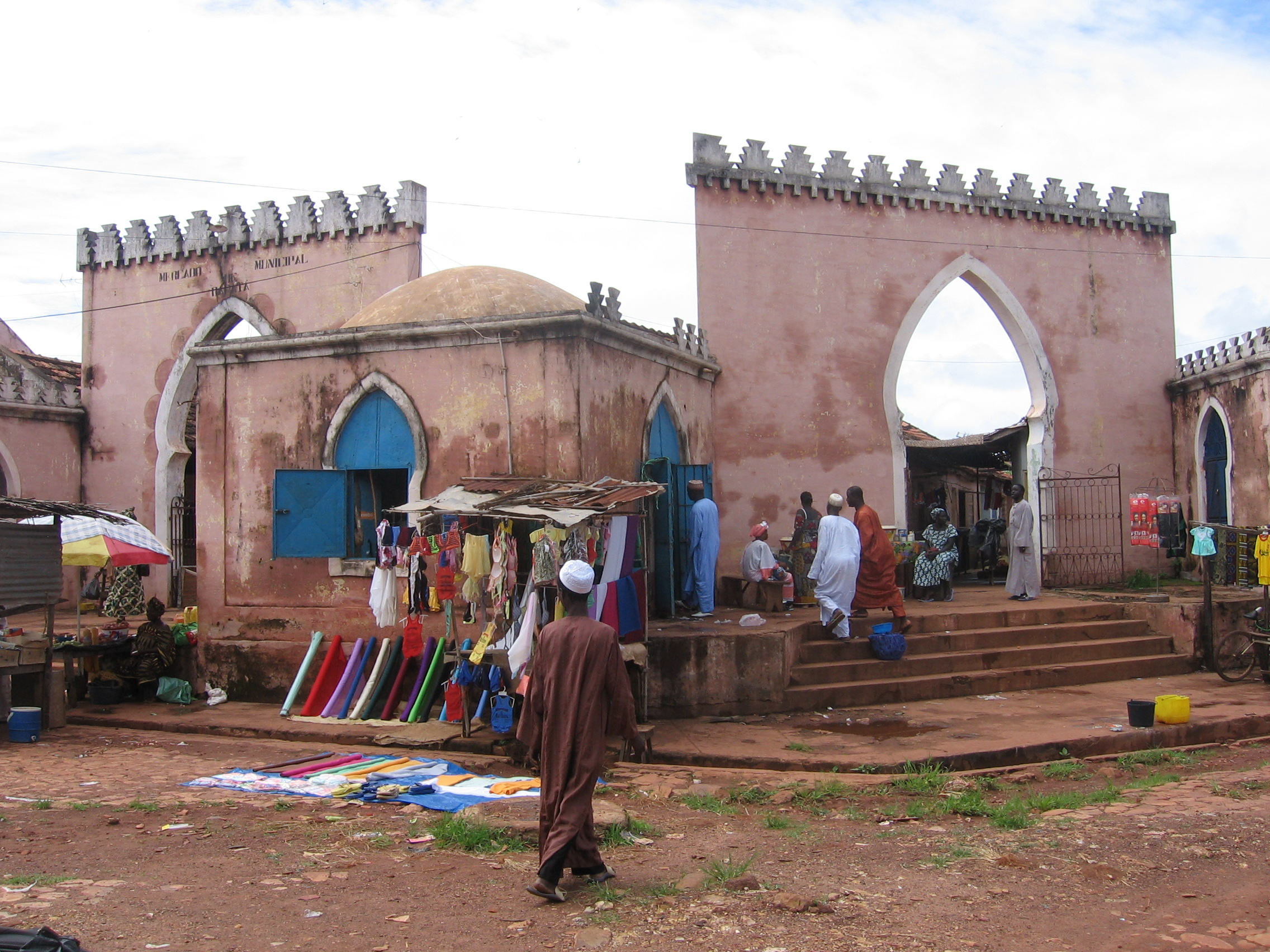
Staré tržiště
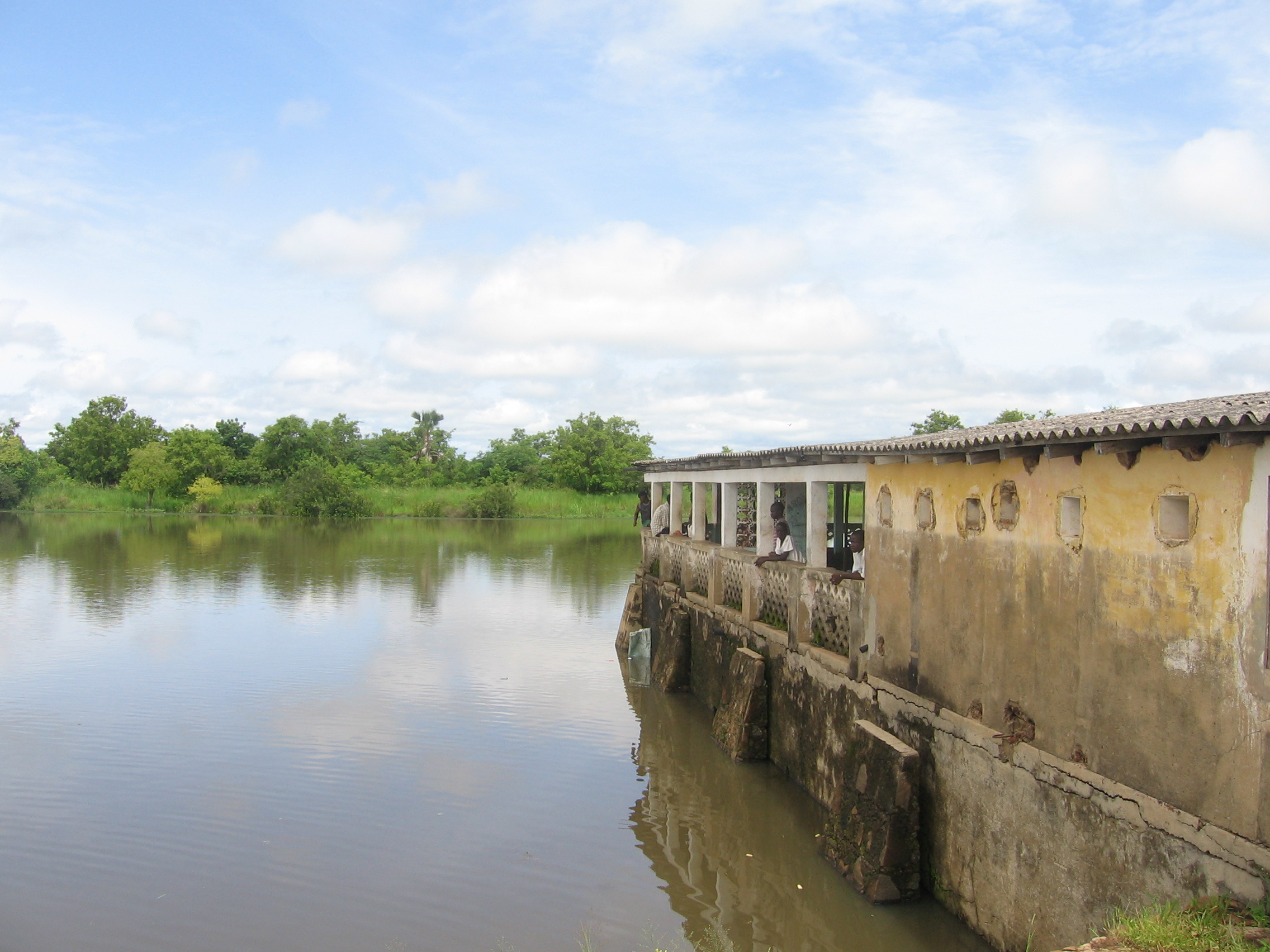
Řeka Geba protékající městem